# Râul Copceac
Râul Copceac (în ucraineană Кіпчак, rareori Копчак) este un râu care străbate sudul Republicii Moldova și sud-vestul Regiunii Odesa din Ucraina, afluent de stâng al râului Sărata.

## Date geografice
Râul Copceac are o lungime de 27 km și o suprafață a bazinului de 109 km². El izvorăște din zona dealurilor Basarabiei de sud, din apropierea orașului Căușeni (Raionul Căușeni, Republica Moldova), trece printr-o vale presărată cu ravene și rigole cu lățimea de 1,5–2 km, curge pe direcția sud, străbate teritoriul raioanelor Căușeni și Ștefan Vodă din Republica Moldova, traversează frontiera dintre Republica Moldova și Ucraina, trecând apoi în Raionul Sărata din Regiunea Odesa (Ucraina). Pe măsură ce coboară spre vărsare străbate o zonă joasă din Bazinul Mării Negre și se varsă în râul Sărata, în apropierea satului Manja. El are un debit foarte mic, iar în verile mai secetoase poate chiar seca pe unele segmente. Apele sale sunt folosite în irigații.
Râul Copceac traversează următoarele sate: Semionovca, Copceac și Manja. 